# Georgette Herbos
Georgette Herbos   (7 d'octubre de 1883 - valor desconegut) va ser una patinadora artística sobre gel belga que va competir a començaments del segle xx.
El 1920 va prendre part en els Jocs Olímpics d'Anvers, on finalitzà en sisena posició en la prova parelles del programa de patinatge artístic junt a Georges Wagemans. Quatre anys més tard, als Jocs de Chamonix, fou cinquena en la mateixa prova.